# Evening with Ray Charles
Evening with Ray Charles – zapis wideo jednego z koncertów amerykańskiego muzyka Raya Charlesa, wydany w 1992 roku. Zarejestrowany występ muzyka miał miejsce 27 stycznia 1981 roku w kanadyjskim Jubilee Auditorium.
W 2004 roku koncert ten ukazał się na DVD.

## Lista utworów
1. "Riding Thumb"
2. "Busted"
3. "Georgia on My Mind"
4. "Oh What a Beautiful Morning"
5. "Some Enchanted Evening"
6. "Hit the Road Jack"
7. "I Can’t Stop Loving You"
8. "Take These Chains from My Heart"
9. "I Can See Clearly Now"
10. "What’d I Say"
11. "America the Beautiful"
12. "Long Gone Lonesome"
13. "Steel Guitar Rag"
14. "Let's Fall in Love"